# Люскан
Люска́н (фр. и окс. Luscan) — коммуна во Франции, находится в регионе Юг — Пиренеи. Департамент — Верхняя Гаронна. Входит в состав кантона Барбазан. Округ коммуны — Сен-Годенс.
Код INSEE коммуны — 31308.

## География

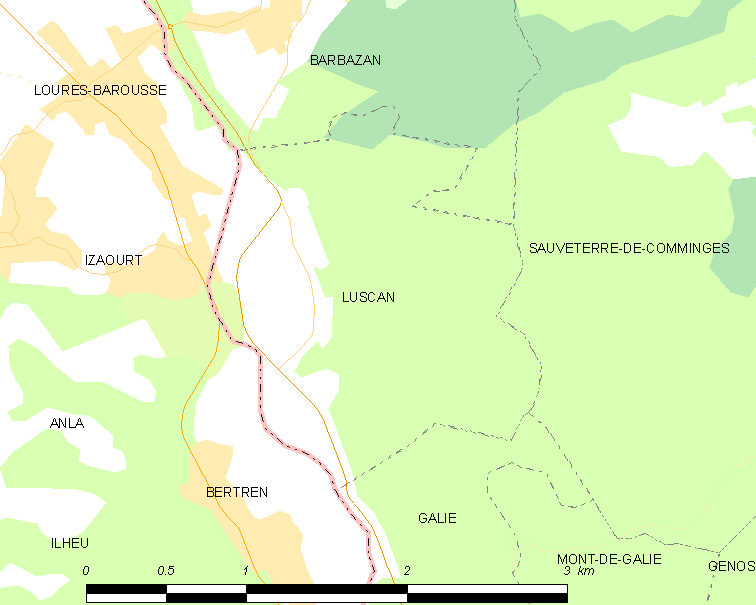
Карта коммуны

Коммуна расположена приблизительно в 670 км к югу от Парижа, в 95 км к юго-западу от Тулузы.
На западе коммуны протекает река Гаронна. Более половины территории коммуны занимают леса.

## Климат
Климат умеренно-океанический. Зима мягкая и снежная, весна характеризуется сильными дождями и грозами, лето сухое и жаркое, осень солнечная. Преобладают сильные юго-восточные и северо-западные ветры.

## Население
Население коммуны на 2010 год составляло 69 человек.
| 1962 | 1968 | 1975 | 1982 | 1990 | 1999 | 2010 |
| ---- | ---- | ---- | ---- | ---- | ---- | ---- |
| 81   | 72   | 75   | 81   | 73   | 54   | 69   |

## Экономика
В 2010 году среди 45 человек трудоспособного возраста (15—64 лет) 25 были экономически активными, 20 — неактивными (показатель активности — 55,6 %, в 1999 году было 70,4 %). Из 25 активных жителей работали 24 человека (14 мужчин и 10 женщин), безработной была 1 женщина. Среди 20 неактивных 6 человек были учениками или студентами, 6 — пенсионерами, 8 были неактивными по другим причинам.